# Holmstrup (Odense Kommune-Brændekilde Sogn)
 For alternative betydninger, se Holmstrup. (Se også artikler, som begynder med Holmstrup)
Holmstrup er en landsby på Fyn med 221 indbyggere  (2024). Holmstrup er beliggende i Brændekilde Sogn nær Fynske Motorvej to kilometer nord for Brændekilde og ti kilometer sydvest for Odense. Byen tilhører Odense Kommune og er beliggende i Region Syddanmark.
I Holmstrup ligger Holmstrup Station på den Fynske hovedbane.